# Canyon SRAM Racing
A Canyon SRAM Racing (Código UCI: CSR) é uma equipa ciclista feminina alemã de categoria UCI Women's Team, máxima categoria feminina do ciclismo de estrada a nível mundial.

## Material ciclista
A equipa utiliza bicicletas Canyon e componentes SRAM.

## Classificações UCI
As classificações da equipa e da sua ciclista mais destacado são as seguintes:
| Temporada | Classificação por equipas | Melhor corredor | Posição |
| 2016      | 5º                        | Lisa Brennauer  | 18º     |
| 2017      | 7º                        | Lisa Brennauer  | 16º     |

## Palmarés
Para anos anterióres veja-se: Palmarés da Canyon Sram Racing.

### Palmarés 2019

#### UCI World Tour de 2019
| Datas       | Carreiras        | Ganhadora            |
| 21 de abril | Amstel Gold Race | Katarzyna Niewiadoma |

#### Calendário UCI Feminino de 2019
| Datas       | Carreiras           | Ganhadora        |
| 2 de março  | Tour de Aravá       | Rotem Gafinovitz |
| 14 de abril | Healthy Ageing Tour | Lisa Klein       |

#### Campeonatos nacionais
| Datas | Carreiras | Ganhadora |
|       |           |           |

## Plantel
Para anos anteriores, veja-se Elencos da Canyon Sram Racing

### Elenco de 2019
| Integrantes da equipe 2019 | Integrantes da equipe 2019 | Integrantes da equipe 2019                  | Integrantes da equipe 2019 |
| Ciclista                   | Data de nascimento         | Equipe anterior                             |                            |
| -------------------------- | -------------------------- | ------------------------------------------- | -------------------------- |
| Alena Amialiusik           | 6 fevereiro 1989           | Astana BePink Womens (2014)                 |                            |
| Alice Barnes               | 17 julho 1995              | Drops (2017)                                |                            |
| Hannah Barnes              | 4 maio 1993                | UnitedHealthcare (2015)                     |                            |
| Elena Cecchini             | 25 maio 1992               | Lotto Soudal Ladies (2015)                  |                            |
| Tiffany Cromwell           | 6 julho 1988               | Orica-AIS (2013)                            |                            |
| Tanja Erath                | 7 outubro 1989             |                                             |                            |
| Pauline Ferrand-Prévot     | 10 fevereiro 1992          | Rabo Liv Women (2016)                       |                            |
| Rotem Gafinovitz           | 9 junho 1992               | WaowDeals (2018)                            |                            |
| Ella Harris                | 18 julho 1998              | Mike Greer Homes Womens Cycling Team (2018) |                            |
| Lisa Klein                 | 15 julho 1996              | Cervélo Bigla (2017)                        |                            |
| Hannah Ludwig              | 15 fevereiro 2000          |                                             |                            |
| Katarzyna Niewiadoma       | 29 setembro 1994           | WM3 (2017)                                  |                            |
| Christa Riffel             | 30 julho 1998              |                                             |                            |
| Alexis Ryan                | 18 setembro 1994           | UnitedHealthcare (2015)                     |                            |
| Omer Shapira               | 9 setembro 1994            | Cylance (2018)                              |                            |
|                            |                            |                                             |                            |
| Fonte: ProCyclingStats     |                            |                                             |                            |